# 2022年1月杭州市2019冠状病毒病聚集性疫情
2022年杭州市2019冠状病毒病聚集性疫情是指2022年1月起在中华人民共和国浙江省杭州市爆发的2019冠状病毒病本土聚集性疫情。2022年1月25日晚上10点，浙江大学医学院附属第二医院滨江院区报告，在发热门诊就诊患者中，发现1例本地初筛阳性人员。26日凌晨，该人员被诊断为确诊病例。后经调查，本轮疫情是由慧而特（中国）餐饮设备有限公司引起，发现的病例大部分是该企业员工。截至2月4日，杭州市共有确诊病例114例，分布全市多区。此轮疫情也外溢到4省5地，包括江西省上饶市、湖北省罗田县、贵州省安顺市、河南省三门峡市、汝州市，均报告了与此轮疫情有关的感染者。

## 背景
此次聚集性疫情传播链与慧而特（中国）餐饮设备有限公司关联较大。慧而特（中国）餐饮设备有限公司是一家境外法人独资企业，为慧而特集团在杭州设立的分支机构，注册地址位于杭州市滨江区，主要设计、生产、销售餐饮厨具设备、制冰机等设备。该企业共有员工297人。据慧而特杭州公司官方信息显示，该公司于1月19日举办了2021年年终大会，参加年会的主要是该公司在杭州的员工，包括销售、生产等岗位职工，参加人数超过上百人。公司年会原本定在酒店举行，后因疫情改为公司的七星餐厅举行。1月21日。公司全体员工放假，其中留在杭州本地的员工有240人，在杭州12个县市区内，主要在滨江区；其余57名员工返乡过年。此次出现的病例大部分是该企业员工，另外个别是附近小区居民。疾控中心之后对工厂进口物料、原料进行了检查，检测出4份双基因阳性，检测结果是奥密克戎毒株，与浙江省现有输入的入境人员发现的奥密克戎毒株不同，与中国内地其他城市流行的、或发现的奥密克戎毒株也不同。该毒株与2021年12月11日境外上报的毒株同源性非常高，初步认为疫情与境外进口物料存在密切联系。

## 确诊时序

### 杭州市
1月25日22时，浙江大学医学院附属第二医院滨江院区报告，在发热门诊就诊患者中，发现1例本地初筛阳性人员。1月26日凌晨，市疾控中心复核阳性，诊断为确诊病例，病例相关密接者和次密接者均在第一时间纳入管控。同日，杭州市在对密接、次密接核酸采样中发现6人为阳性，经诊断均为确诊病例（轻型）；其他风险人员核酸采样中发现1人为阳性，经诊断为确诊病例（轻型）。1月27日8时-24时，杭州市新增本土确诊病例14例，均为轻型。1月28日0-7时，新增6例确诊病例。1月28日7-24时，新增12例确诊病例。1月29日，新增19例确诊病例。1月30日0-18时，新增13例确诊病例，均为轻型。18-24时，新增11例确诊病例，均为轻型。1月31日0-18时，新增7例确诊病例，均为轻型。1月31日18时至2月1日18时，新增13例确诊病例（轻型），均为隔离点检出。2月1日18时-2月2日18时，杭州市新增9例新冠确诊病例（轻型），均为隔离点检出，其中2月2日0-18时新增1例确诊病例（轻型）。2月2日18时-2月，杭州市新增1例确诊病例。2月3日18时-24时，新增1例确诊病例（轻型），为隔离点检出。
根据浙江省卫健委副主任夏时畅的介绍，指示病例可能感染的时间是在19日，因此在一周时间内，可能有三代病例传播。此次疫情除慧而特公司涉及的疫情外，还包括家庭聚集性疫情6起16人；婚宴聚集性疫情1起11人；小区聚集性疫情1起7人；物业公司聚集性疫情1起3人。1月22日举办婚礼的参加人员当中已经有多人确诊，令婚宴成为此次疫情放大的场所。而富阳区咕甜全球进口母婴生活馆有20人确诊，其中包括10名婴幼儿（截至2月2日），患儿大多数有不同程度的咳嗽、咳痰的症状。确诊病例在生活馆内洗澡、玩耍，由于场所环境密闭、停留时间较长，导致感染。据1月28日的发布会通报，初步判断本次疫情的传播方式为由物传到人，再通过人的聚集传到人。2月1日，杭州市疫情防控发布会通报，此轮疫情的社会面风险基本排除，近期新增病例均从集中隔离点检测发现的。2月3日，杭州市政府副秘书长毛根洪表示，本轮疫情拐点已经出现，社区面实现了清零，下一步防疫工作目标则是转向隔离点清零。

### 其他城市
1月26日，江西省新增1例外省病例关联无症状感染者（在上饶市）。新增外省病例的关联无症状感染者在浙江杭州某企业工作，1月25日晚，其携妻儿及同乡一行5人同乘一部车从杭州市萧山区自驾回乡过春节（另有一部车5人结伴返乡）。同日，安顺市1名省外返黔人员核酸检测结果异常，经安顺市疾控中心复核，结果为阳性。1月27日凌晨诊断为确诊病例。1月27日，罗田县发现一例从外省返乡人员方某某（系杭州市确诊病例密接者），为慧而特公司员工，经两次核酸检测呈阳性，方某某于25日持48小时内核酸检测证明自杭州返乡。渑池县发现1名自杭州返乡的无症状感染者。1月29日，汝州市新增1例无症状感染者，该无症状感染者在杭州市萧山区某搬家公司务工。

### 各关联病例情况简表
| #             | 性别 | 年齡   | 報告日期 | 其他資料 | 报告地   |
| ------------- | ---- | ------ | -------- | --- | -------- |
| 1（杭#1）     | 男   |        | 1月26日  | 慧而特餐饮设备有限公司员工，住萧山区义桥镇御景蓝湾小区，自诉1月21日下午出现流涕打喷嚏症状，1月22日出现咽痛症状，1月23日症状未见明显缓解，1月24日出现头晕症状。1月25日，在浙医二院滨江院区就诊，进行核酸检测，结果为阳性。1月26日凌晨，市疾控中心复核阳性，是本轮疫情的首位确诊病例。 | 杭州市   |
| 2（杭#2）     | 女   | 33     | 1月26日  | 住滨江区江陵路211号漫寓公寓，1月26日凌晨被转运至隔离点进行集中隔离医学观察。 | 杭州市   |
| 3（杭#3）     | 男   | 32     | 1月26日  | 住萧山区蜀山街道湖东村沈家坞，1月26日凌晨被转运至隔离点进行集中隔离医学观察。 | 杭州市   |
| 4（杭#4）     | 男   | 45     | 1月26日  | 住西湖区转塘镇大岭50号，1月26日凌晨被转运至隔离点进行集中隔离医学观察。 | 杭州市   |
| 5（杭#5）     | 男   | 29     | 1月26日  | 住滨江区浦沿街道冠新佳苑，1月26日早上6时被转运至隔离点进行集中隔离医学观察。 | 杭州市   |
| 6（杭#6）     | 女   | 40     | 1月26日  | 住滨江区浦沿街道东冠社区，1月26日早上6时被转运至隔离点进行集中隔离医学观察。 | 杭州市   |
| 7（杭#7）     | 男   | 44     | 1月26日  | 住滨江区白马湖和院，1月26日早上6时被转运至隔离点进行集中隔离医学观察。 | 杭州市   |
| 8（杭#8）     | 男   | 24     | 1月26日  | 住滨江区长江小区，在吉利大厦办公主楼工作，1月26日被转运至集中隔离点。 | 杭州市   |
| 9             | 男   |        | 1月26日  | 在浙江杭州某企业工作。1月25日晚，其携妻儿及同乡一行5人同乘一部车从杭州市萧山区自驾回乡过春节。1月26日4时40分自驾车行驶在沪昆高速公路途经上饶时，上饶市疫情防控指挥部接浙江省协查通报，告知其为杭州某确诊病例的密切接触者，立即与其取得联系并要求其就近下高速，随即在高速公路出口由专车引导闭环转运至集中隔离点。经两轮核酸检测，黄某某结果均为阳性，诊断为无症状感染者，系外省输入个案，其余4名同车人员核酸检测结果均为阴性。 | 上饶市   |
| 10            | 男   | 25     | 1月26日  | 患者乘G1321次列车由杭州东站直达安顺西站。1月26日上午，安顺市接到浙江省疾控中心发来协查函后，立即将其闭环转运至集中隔离点隔离，并进行核酸采样，下午核酸检测结果初筛异常，经市疾控中心复核，结果为阳性。1月27日凌晨4时40分左右，诊断为新冠肺炎确诊病例(轻型)，在贵州省将军山医院隔离治疗。 | 安顺市   |
| 11（杭#9）    | 女   | 49     | 1月27日  | 现住滨江区长河街道长江西苑小区，工作地点为大众蔬菜店，1月26日被转运至集中隔离点。 | 杭州市   |
| 12（杭#10）   | 女   | 26     | 1月27日  | 现住上城区彭埠街道普福社区南区，工作地点为古墩路88号浙商财富中心，曾于1月22日到湘湖宴花海喜宴园参加婚礼。1月27日被转运至集中隔离点。 | 杭州市   |
| 13（杭#11）   | 男   | 42     | 1月27日  | 现住萧山区闻堰街道黄山村，慧而特餐饮设备有限公司员工，兼职外卖配送员。1月26日被转运至集中隔离点。 | 杭州市   |
| 14（杭#12）   | 男   | 33     | 1月27日  | 现住萧山区闻堰街道戈雅公寓，慧而特餐饮设备有限公司员工，兼职货拉拉搬运工。1月26日被转运至集中隔离点。 | 杭州市   |
| 15（杭#13）   | 男   | 40     | 1月27日  | 现住萧山区闻堰街道戈雅公寓，慧而特餐饮设备有限公司员工。1月26日被转运至集中隔离点。 | 杭州市   |
| 16（杭#14）   | 男   | 22     | 1月27日  | 现住滨江区长河路华城和瑞科技园广场，慧而特餐饮设备有限公司员工。1月26日被转运至集中隔离点。 | 杭州市   |
| 17（杭#15）   | 女   | 45     | 1月27日  | 现住滨江区浦沿街道新浦苑，慧而特餐饮设备有限公司员工。1月26日被转运至集中隔离点。 | 杭州市   |
| 18（杭#16）   | 男   | 47     | 1月27日  | 现住滨江区浦沿街道新浦苑，慧而特餐饮设备有限公司员工。1月26日被转运至集中隔离点。 | 杭州市   |
| 19（杭#17）   | 女   | 20     | 1月27日  | 现住滨江区浦沿街道新浦苑，无业。1月26日被转运至集中隔离点。 | 杭州市   |
| 20（杭#18）   | 男   | 42     | 1月27日  | 现住滨江区长河街道长江西苑，在滨江区江陵路211号公司上班。曾于1月22日自驾车到萧山湘湖3期宴花海参加婚礼，后到明怡花园（萧山建设一路）参加葬礼。1月26日被转运至集中隔离点。 | 杭州市   |
| 21（杭#19）   | 女   | 66     | 1月27日  | 现住滨江区长河街道长江西苑。1月22日9时自驾车前往长河滨兴东苑参加葬礼，后前往江尚景苑聚餐，17时自驾车前往萧山湘湖边湘湖3期宴花海参加婚礼。1月27日被转运至集中隔离点。 | 杭州市   |
| 22（杭#20）   | 女   | 71     | 1月27日  | 现住滨江区长河街道长江西苑，环卫工人，曾于1月22日18时去湘湖3期宴花海喝喜酒。1月27日被转运至集中隔离点。 | 杭州市   |
| 23（杭#21）   | 男   | 49     | 1月27日  | 现住上城区小营街道建国南苑。1月26日转运至集中隔离点。 | 杭州市   |
| 24（杭#22）   | 女   | 37     | 1月27日  | 现住滨江区长河街道白马湖和院，工作、居住均在卤味店（长江西苑36号）。1月26日转运至集中隔离点。 | 杭州市   |
| 25            |      |        | 1月27日  | 慧而特公司员工，1月25日上午5时30分左右乘坐私家车持48小时内核酸检测证明自杭州返乡。1月26日20时30分，将方某某闭环转运集中医学观察隔离点集中隔离，核酸初筛呈阳性。 | 黄冈市   |
| 26            |      |        | 1月27日  | 浙江杭州某公司职员，1月26日乘坐G182次列车从杭州东站到达南京南站，后转乘G1928次列车于18：47到达渑池南站，抵渑后乘坐私家车返回渑池县学府居小区家中。 | 三门峡市 |
| 27（杭#23）   | 男   | 29     | 1月28日  | 现住萧山区闻堰街道戈雅公寓春雨园，工作地点拱墅区湖州街36号吉瑞国际大厦，1月27日转运至集中隔离点。 | 杭州市   |
| 28（杭#24）   | 男   | 34     | 1月28日  | 现住萧山区闻堰街道万达北路289号广聚宿舍，工作地点慧而特餐饮设备有限公司，1月26日转运至集中隔离点。 | 杭州市   |
| 29（杭#25）   | 男   | 11     | 1月28日  | 现住萧山区义桥镇御景蓝湾，“其山书画院”学生，1月26日转运至集中隔离点。 | 杭州市   |
| 30（杭#26）   | 女   | 33     | 1月28日  | 现住富阳区富春街道迎春路16幢，1月22日15时步行至富阳区体育馆西大门乘坐大巴车前往湘湖宴花海喜宴园参加婚宴，1月27日转运至集中隔离点。 | 杭州市   |
| 31（杭#27）   | 女   | 3      | 1月28日  | 现住富阳区富春街道润泽院，曾于1月22日14时28分，乘自驾车至萧山区湘湖宴花海喜宴园参加婚礼，1月25日18时18分至咕甜全球进口母婴生活馆（润泽院北门后）洗澡。1月27日转运至集中隔离点。 | 杭州市   |
| 32（杭#28）   | 女   | 53     | 1月28日  | 现住富阳区富春街道润泽院，曾于1月22日14时28分，乘自驾车至萧山区湘湖宴花海喜宴园参加婚礼，1月25日18时18分带小孩（杭#27）至咕甜全球进口母婴生活馆（润泽院北门后）洗澡。1月27日转运至集中隔离点。 | 杭州市   |
| 33（杭#29）   | 女   | 50     | 1月28日  | 现住富阳区富春街道桂花西路，确诊病例27、28的密接，咕甜全球进口母婴生活馆员工。1月25日18时18分-19时35分在咕甜全球进口母婴生活馆工作期间接触确诊病例，1月28日被转运至集中隔离点。 | 杭州市   |
| 34（杭#30）   | 男   | 70     | 1月28日  | 现住富阳区洞桥镇贤德村何村坞，确诊病例27、28的密接，1月28日被转运至集中隔离点。 | 杭州市   |
| 35（杭#31）   | 女   | 31     | 1月28日  | 现住萧山区闻堰街道戈雅公寓春雨园，确诊病例12的密接。1月27日被转运至集中隔离点。 | 杭州市   |
| 36（杭#32）   | 女   | 9      | 1月28日  | 现住萧山区闻堰街道戈雅公寓春雨园，确诊病例12的密接。1月27日被转运至集中隔离点。 | 杭州市   |
| 37（杭#33）   | 女   | 10     | 1月28日  | 现住滨江区长河街道长江西苑，确诊病例20的密接。1月27日被转运至集中隔离点。 | 杭州市   |
| 38（杭#34）   | 男   | 42     | 1月28日  | 现住滨江区长河街道白马湖和院，确诊病例22的密接，工作、居住均在卤味店（长江西苑36号）。1月26日被转运至集中隔离点。 | 杭州市   |
| 39（杭#35）   | 男   | 49     | 1月28日  | 现住滨江区长河街道春波小区，确诊病例31的密接。1月26日被转运至集中隔离点。 | 杭州市   |
| 40（杭#36）   | 男   | 42     | 1月28日  | 现住滨江区东冠社区，慧而特餐饮设备有限公司员工。1月26日被转运至集中隔离点。 | 杭州市   |
| 41（杭#37）   | 女   | 32     | 1月28日  | 现住萧山区闻堰街道湘莼村，确诊病例31的密接。 | 杭州市   |
| 42（杭#38）   | 女   | 53     | 1月28日  | 现住富阳区富春街道凤浦路碧水苑，曾于1月22日至湘湖3期宴花海喜宴园参加婚礼，1月23日-25日到洞桥镇何村坞参加葬礼，1月27日被转运隔离。 | 杭州市   |
| 43（杭#39）   | 男   | 32     | 1月28日  | 现住拱墅区瓜山社区尚堂府，确诊病例23的密接，工作地点拱墅区湖州街36号吉瑞国际大厦。1月27日23时40分被转运至集中隔离点。 | 杭州市   |
| 44（杭#40）   | 男   | 49     | 1月28日  | 现住拱墅区半山街道半山家苑，慧而特餐饮设备有限公司员工。1月26日被转运隔离。 | 杭州市   |
| 45（杭#41）   | 女   | 42     | 1月29日  | 现住滨江区长河街道长江西苑，确诊病例18的密接，曾于1月22日前往萧山湘湖宴花海喜宴园参加婚礼，后前往建设一路明怡花苑参加葬礼。 | 杭州市   |
| 46（杭#42）   | 男   | 9      | 1月29日  | 现住滨江区长河街道长江西苑，确诊病例18的密接，曾于1月22日前往萧山湘湖宴花海喜宴园参加婚礼，后前往建设一路明怡花苑参加葬礼。 | 杭州市   |
| 47（杭#43）   | 女   | 43     | 1月29日  | 现住滨江区长河街道长江西苑，确诊病例18的密接，曾于1月22日前往萧山湘湖宴花海喜宴园参加婚礼，后前往建设一路明怡花苑参加葬礼。 | 杭州市   |
| 48（杭#44）   | 女   | 36     | 1月29日  | 现住萧山区建设一路莱茵传奇园，慧而特餐饮设备有限公司员工。1月26日，被转运隔离。 | 杭州市   |
| 49（杭#45）   | 男   | 43     | 1月29日  | 现住滨江区白马湖和院，慧而特餐饮设备有限公司员工。1月26日，转运至集中隔离点。 | 杭州市   |
| 50（杭#46）   | 女   | 26     | 1月29日  | 现住滨江区迎春南苑，工作地点吉桥大厦（滨江区江陵路1760号）。1月29日，转运至集中隔离点。 | 杭州市   |
| 51（杭#47）   | 女   | 48     | 1月29日  | 现住滨江区东信大道388号天鸿君邑，为慧而特餐饮设备有限公司员工。1月26日，被转运隔离。 | 杭州市   |
| 52（杭#48）   | 女   | 48     | 1月29日  | 现住滨江区白马湖和院，1月27日公布的确诊病例6的密接，工作地点十里香卤味店（长江西苑36号）。1月26日，被转运隔离。 | 杭州市   |
| 53（杭#49）   | 男   | 64     | 1月29日  | 现住滨江区长河街道长江西苑，确诊病例9的次密接。1月28日，被转运隔离。 | 杭州市   |
| 54（杭#50）   | 女   | 63     | 1月29日  | 现住滨江区长江西苑。1月28日，被转运隔离。 | 杭州市   |
| 55（杭#51）   | 女   | 34     | 1月29日  | 现住富阳区上官乡深里村392号，确诊病例29的密接。曾于1月27日至咕甜全球进口母婴生活馆带小孩洗澡，期间与确诊病例29同时空接触，后乘坐自驾车前往富阳东洲奥特莱斯。1月28日，转运至集中隔离点。 | 杭州市   |
| 56（杭#52）   | 男   | 52     | 1月29日  | 现住富阳区富春街道大家小墅，确诊病例29的密接。曾于1月27日至咕甜全球进口母婴生活馆带小孩洗澡，期间与确诊病例29同时空接触，1月28日，转运至集中隔离点。 | 杭州市   |
| 57（杭#53）   | 女   | 52     | 1月29日  | 现住富阳区富春街道大家小墅，确诊病例29的密接。曾于1月27日至咕甜全球进口母婴生活馆带小孩洗澡，期间与确诊病例29同时空接触，1月28日，转运至集中隔离点。 | 杭州市   |
| 58（杭#54）   | 女   | 55     | 1月29日  | 现住富阳区富春街道金家桥社区金家桥53号，确诊病例29的密接。曾于1月27日至咕甜全球进口母婴生活馆带小孩洗澡，由确诊病例29提供服务。1月28日，转运至集中隔离点。 | 杭州市   |
| 59（杭#55）   | 女   | 31     | 1月29日  | 现住富阳区富春街道第四年，确诊病例29的密接。曾于1月25日-1月27日前往咕甜全球进口母婴生活馆。1月28日，转运至集中隔离点。 | 杭州市   |
| 60（杭#56）   | 男   | 27     | 1月29日  | 现住滨江区春波南苑，确诊病例18的密接，慧而特餐饮设备有限公司员工。1月26-28日，在公司集中隔离，直至转运至集中隔离点。 | 杭州市   |
| 61（杭#57）   | 男   | 39     | 1月29日  | 现住萧山区北干街道丰润家园，确诊病例18的密接，工作地点滨江区江陵路211号。1月28日，转运至集中隔离点。 | 杭州市   |
| 62（杭#58）   | 女   | 16     | 1月29日  | 现住滨江区长江西苑，确诊病例18的密接。 | 杭州市   |
| 63（杭#59）   | 女   | 52     | 1月29日  | 现住萧山区闻堰街道黄山村，慧而特餐饮设备有限公司员工。1月26日，转运至集中隔离点。 | 杭州市   |
| 64            | 男   | 40     | 1月29日  | 汝州市钟楼街道办事处拐棍李村2组村民，在杭州市萧山区某搬家公司务工，返乡前3天向其所在的社区通过电话报备。1月26日从杭州市萧山区自驾返汝；15时30分左右到达汝州东高速口，经卡点查验4人行程卡、健康码、48小时内核酸检测阴性证明后回到汝州。之后，薄某某直接自行到村头闲置空房独居隔离，其间未与其他人接触。1月28日汝州市疫情防控指挥部接辖区报告，称薄某某在杭州的同事已确诊，薄某某是确诊病例的密接者。汝州市按照疫情防控流程，将其转运至集中隔离点进行集中隔离医学观察。1月29日，经汝州市疾控中心核酸初筛为阳性，平顶山市疾控中心复核阳性，确定为无症状感染者。1月30日，转为确诊病例。 | 平顶山市 |
| 65（杭#60）   | 女   | 9月龄  | 1月30日  | 现住富阳区富春街道大家小墅，确诊病例29的密接，曾于1月27日前往咕甜全球进口母婴生活馆（富阳区永兴路177-9、177-10号），由确诊病例29提供服务。1月28日，转运至集中隔离点。 | 杭州市   |
| 66（杭#61）   | 女   | 9      | 1月30日  | 暂住滨江区长河街道长江西苑，确诊病例18的密接。1月27日，转运至集中隔离点。 | 杭州市   |
| 67（杭#62）   | 男   | 52     | 1月30日  | 现住富阳区富春街道桂花西路262号，确诊病例29的密接。1月28日，转运至集中隔离点。 | 杭州市   |
| 68（杭#63）   | 女   | 66     | 1月30日  | 现住富阳区洞桥镇何村坞，确诊病例27、28的密接。1月28日，转运至集中隔离点。 | 杭州市   |
| 69（杭#64）   | 男   | 24     | 1月30日  | 现住滨江区浦沿街道滨科大厦朗诗寓，确诊病例31的密接。1月29日，转运至集中隔离点。 | 杭州市   |
| 70（杭#65）   | 女   | 59     | 1月30日  | 现住滨江区长江小区过渡房，确诊病例31的密接。 | 杭州市   |
| 71（杭#66）   | 男   | 85     | 1月30日  | 现住滨江区长江西苑，确诊病例20的密接。1月28日，转运至集中隔离点。 | 杭州市   |
| 72（杭#67）   | 女   | 83     | 1月30日  | 现住滨江区长江西苑，确诊病例20的密接。1月28日，转运至集中隔离点。 | 杭州市   |
| 73（杭#68）   | 女   | 5月龄  | 1月30日  | 现住富阳区富春街道宝龙城市广场，确诊病例29的密接。曾于1月27日前往咕甜全球进口母婴生活馆（富阳区永兴路177-9、177-10号），由确诊病例29提供服务。1月28日，转运至集中隔离点。 | 杭州市   |
| 74（杭#69）   | 女   | 9月龄  | 1月30日  | 现住富阳区富春街道大家小墅，确诊病例29的密接。曾于1月27日前往咕甜全球进口母婴生活馆（富阳区永兴路177-9、177-10号）洗澡，由确诊病例29提供服务。1月28日，转运至集中隔离点。 | 杭州市   |
| 75（杭#70）   | 女   | 33     | 1月30日  | 现住富阳区富春街道金家桥社区金家桥53号，确诊病例29的密接。曾于1月27日前往咕甜全球进口母婴生活馆（富阳区永兴路177-9、177-10号）带小孩洗澡，由确诊病例29提供服务。1月28日，转运至集中隔离点。 | 杭州市   |
| 76（杭#71）   | 男   | 14月龄 | 1月30日  | 现住富阳区富春街道宝龙国际小区，确诊病例29的密接。曾于1月27日前往咕甜全球进口母婴生活馆（富阳区永兴路177-9、177-10号）洗澡。1月28日，转运至集中隔离点。 | 杭州市   |
| 77（杭#72）   | 男   | 29     | 1月30日  | 现住富阳区富春街道大家小墅，确诊病例29的密接。曾于1月27日前往咕甜全球进口母婴生活馆（富阳区永兴路177-9、177-10号）带小孩洗澡，由确诊病例29提供服务。1月28日，转运至集中隔离点。 | 杭州市   |
| 78（杭#73）   | 男   | 16月龄 | 1月30日  | 现住富阳区上官乡深里村，确诊病例29的密接。 | 杭州市   |
| 79（杭#74）   | 女   | 30     | 1月30日  | 现住富阳区富春街道润泽院，参加1月22日婚宴。 | 杭州市   |
| 80（杭#75）   | 女   | 49     | 1月30日  | 现住富阳区银湖街道勤乐村梓树岭，确诊病例29的密接。 | 杭州市   |
| 81（杭#76）   | 女   | 27     | 1月30日  | 现住富阳区银湖街道勤乐村梓树岭，确诊病例29的密接。 | 杭州市   |
| 82（杭#77）   | 男   | 53     | 1月30日  | 现住滨江区长河街道长江西苑，慧而特餐饮设备有限公司员工。 | 杭州市   |
| 83（杭#78）   | 女   | 25     | 1月30日  | 现住富阳区银湖街道大地村，确诊病例29的密接。 | 杭州市   |
| 84（杭#79）   | 女   | 12月龄 | 1月30日  | 现住富阳区富春街道第四年，确诊病例27、28密接。 | 杭州市   |
| 85（杭#80）   | 女   | 53     | 1月30日  | 现住富阳区富春街道清风泰安苑东区，确诊病例29的密接。 | 杭州市   |
| 86（杭#81）   | 女   | 2      | 1月30日  | 现住富阳区富春街道清风泰安苑东区，确诊病例29的密接。 | 杭州市   |
| 87（杭#82）   | 男   | 26     | 1月30日  | 现住滨江区长江西苑。慧而特餐饮设备有限公司员工。 | 杭州市   |
| 88（杭#83）   | 男   | 45     | 1月30日  | 现住滨江区浦沿街道镇前路，慧而特餐饮设备有限公司员工。 | 杭州市   |
| 89（杭#84）   | 女   | 10月龄 | 1月31日  | 现住富阳区银湖街道勤乐村梓树岭，确诊病例29的密接。 | 杭州市   |
| 90（杭#85）   | 男   | 29     | 1月31日  | 现住富阳区富春街道大家小墅，确诊病例52、53、60的密接。 | 杭州市   |
| 91（杭#86）   | 女   | 31     | 1月31日  | 现住富阳区富春街道三联嘉苑，确诊病例29的密接。 | 杭州市   |
| 92（杭#87）   | 男   | 2      | 1月31日  | 现住富阳区富春街道三联嘉苑，确诊病例29的密接。 | 杭州市   |
| 93（杭#88）   | 男   | 36     | 1月31日  | 现住富阳区富春街道蒋家桥社区兴达路37号，确诊病例27的密接。 | 杭州市   |
| 94（杭#89）   | 男   | 34     | 1月31日  | 现住富阳区上官乡深里村，确诊病例29的密接。 | 杭州市   |
| 95（杭#90）   | 女   | 26     | 1月31日  | 现住滨江区白马湖鸿雁苑，确诊病例31的密接。 | 杭州市   |
| 96（杭#91）   | 女   | 25     | 1月31日  | 现住富阳区香槟路睦泽苑，确诊病例29的密接。 | 杭州市   |
| 97（杭#92）   | 女   | 30     | 1月31日  | 现住富阳区富春街道宝龙广场，确诊病例68的密接。 | 杭州市   |
| 98（杭#93）   | 女   | 33     | 1月31日  | 现住富阳区富春街道清风泰安苑，确诊病例29的密接。 | 杭州市   |
| 99（杭#94）   | 男   | 33     | 1月31日  | 现住富阳区富春街道宝龙广场，确诊病例68的密接。 | 杭州市   |
| 100（杭#95）  | 女   | 53     | 1月31日  | 现住富阳区富春街道大家小墅，确诊病例29的密接。 | 杭州市   |
| 101（杭#96）  | 女   | 29     | 1月31日  | 现住滨江区滨科大厦朗诗寓，确诊病例64的密接。 | 杭州市   |
| 102（杭#97）  | 女   | 40     | 2月1日   | 现住滨江区长江西苑。 | 杭州市   |
| 103（杭#98）  | 男   | 28     | 2月1日   | 现住滨江区长江西苑。 | 杭州市   |
| 104（杭#99）  | 男   | 23     | 2月1日   | 现住滨江区长江西苑。 | 杭州市   |
| 105（杭#100） | 男   | 26     | 2月1日   | 现住滨江区长江西苑。 | 杭州市   |
| 106（杭#101） | 男   | 9      | 2月1日   | 现住滨江区长江西苑。 | 杭州市   |
| 107（杭#102） | 男   | 15     | 2月1日   | 现住滨江区长江西苑。 | 杭州市   |
| 108（杭#103） | 男   | 38     | 2月1日   | 现住滨江区长江西苑。 | 杭州市   |
| 109（杭#104） | 男   | 25     | 2月1日   | 现住富阳区富春街道清风泰安苑，确诊病例80、81、93的密接。 | 杭州市   |
| 110（杭#105） | 女   | 26     | 2月1日   | 现住富阳区富春街道大家小墅，确诊病例29的密接。 | 杭州市   |
| 111（杭#106） | 男   | 31     | 2月1日   | 现住富阳区富春街道三联嘉苑，确诊病例29的密接。 | 杭州市   |
| 112（杭#107） | 男   | 29     | 2月1日   | 现住富阳区香槟路睦泽苑东区，确诊病例29的密接。 | 杭州市   |
| 113（杭#108） | 男   | 54     | 2月1日   | 现住富阳区富春街道清风泰安苑，确诊病例80、81、93的密接。 | 杭州市   |
| 114（杭#109） | 女   | 25     | 2月1日   | 现住滨江区长江西苑。 | 杭州市   |
| 115（杭#110） | 男   | 22     | 2月1日   | 现住滨江区长江西苑。 | 杭州市   |
| 116（杭#111） | 女   | 53     | 2月1日   | 现住滨江区浦沿街道东冠社区天生房过渡房，确诊病例1的密接。 | 杭州市   |
| 117（杭#112） | 女   | 1      | 2月2日   | 现住富阳区富春街道大家小墅，确诊病例29的密接。 | 杭州市   |
| 118（杭#113） | 女   | 56     | 2月3日   | 现住滨江区江畔云庐小区，确诊病例31、36、37的密接。 | 杭州市   |
| 119（杭#114） | 男   | 32     | 2月3日   | 现住富阳区富春街道清风泰安苑，确诊病例80、81、93的密接。 | 杭州市   |

## 溯源调查
1月27日，浙江省召开新冠肺炎疫情防控工作新闻发布会，通报其溯源进展。经省疾控部门对杭州首发病例样本基因测序，结果显示属奥密克戎变异株（BA.1.1分支），与该省近期发生的本土或境外输入病例病毒基因组同源性低，经与全球公开数据库比对，发现与境外采样日期为2021年12月11日的病毒序列高度同源，是一起独立疫情。在慧而特公司未启用的进口物料中检出多份奥密克戎核酸阳性，具体溯源工作仍在进行中。

## 反应

### 浙江省
1月27日，因杭州公布中风险地区，浙江省旅行社及在线旅游企业依据国家文旅部文件要求，暂停经营跨省团队旅游及“机票+酒店”业务。

#### 杭州市

##### 区域管控

###### 划定中高风险地区
1月26日20时起，杭州市滨江区长河街道建业路151号（慧而特（中国）餐饮设备有限公司）调整为中风险地区。1月29日，富阳区咕甜全球母婴店（咕甜全球进口母婴生活馆）调整为高风险地区，滨江区8地、富阳区3地调整为中风险地区。2月8日晚上6时起，富阳区咕甜全球母婴店从高风险地区调为中风险地区。2月12日，杭州市全域均为低风险地区，中高风险地区清零。

###### 划定管制区
截至2月1日，滨江区共划定19处地区为封控区、管控区和防范区；萧山区共划定9处地区为封控区、管控区和防范区；富阳区共划定8处地区为封控区、管控区和防范区；上城区、拱墅区各划定2处地区为封控区、管控区和防范区；西湖区共划定3处地区为封控区、管控区和防范区。封控区严格执行“封闭隔离、足不出户、服务上门”管理措施；管控区实行人员只进不出，严禁人员聚集，原则上居家隔离；防范区实行非必要不离开本区，如因就医、特定公务等确需出入的，须持48小时内核酸检测阴性证明。严格限制人员聚集，关停非疫情期间必要运营的公共场所；其他公共场所、小区和交通工具严格落实测温、扫码、戴口罩、消毒等措施并合理控制人员数量；饭店、餐馆按容量50%控制人数，隔位就座，鼓励顾客打包带走消费；所在地企事业单位提倡线上办公。截至1月30日，杭州已划定封控区10平方公里，涉及约1万人；管控区45平方公里，涉及约14万人；防范区360平方公里，涉及约27.8万人。由于富阳区涉及到乡镇，有山林面积，故防范区面积较大。除划分封控区、管控区和防范区外，杭州还首次设立“重点风险监测区”，对于240名在慧而特工作的员工所居住的楼栋、小区或者农村的自然村都作为重点风险监测区域。2月4日，滨江区调整封控区、管控区、防范区，其中慧尔特餐饮设备有限公司不再列为封控区，部分地区恢复常态化疫情防控。西湖区、萧山区也调整了三区范围。
1月29日起，杭州市调整健康码赋码规则，居住在防范区内的市民健康码颜色会变为橙色，被赋予橙码的市民需前往就近的核酸检测点，连续三天进行每日一次的核酸检测，结果均为阴性后，健康码将自动转为绿码。

##### 检疫安排
1月30日，杭州市政府副秘书长毛根洪在疫情防控新闻发布会上称，截至当日，杭州集中隔离人员已超过3万。有集中隔离人员被分配到了位于千岛湖畔的酒店湖景房，形容像在度假。另有部分民众居家隔离。
考虑到隔离期间正值春节假期，杭州市委市政府向在杭及在外地的集中隔离市民派送一份除夕“大礼包”，共计8万份；因1.47万人在宁波、绍兴等地隔离，该市又追加送出1万份“新春大礼包”，每份大礼包附带一封给市民的公开信。

##### 核酸检测
1月26日，杭州市萧山区对义桥镇范围内的封控区、管控区及防范区开展第一轮核酸检测工作，共采样检测33345人，结果均为阴性。截至2月1日16时，萧山区第六轮三区管控区域共采样检测54666人次，均为阴性。至此，萧山区7天6轮累计核酸检测37万余人次，全部为阴性，已实现“社区动态清零”。
1月27日6时起，滨江区开展首轮全员核酸检测。截至2月1日，滨江区已完成四轮全员核酸检测，富阳区已完成三轮社会面核酸检测。截至2月1日14时，全市累计采样252.9万多人次。

##### 日常生活
1月27日，杭州全市范围内暂停退热、止咳、抗病毒、抗菌素药品销售（包括零售药店和网络销售）。
1月28日，杭州灵隐寺、净慈寺、法喜寺、灵顺寺宣布暂停开放。
1月29日，杭州灵山景区、兰里景区、湘湖国家旅游度假区内的多个景点暂时闭馆。
2月5日，杭州对外发布《进一步做好“助企开门红”有关工作的通知》，包含企业支持奖励、企业用工服务、企业融资服务、便利交通出行、延长春节留杭消费券使用时间等内容。

##### 交通应对
1月27日起，从杭州萧山国际机场出港的国内航班旅客，均需持48小时内核酸检测阴性报告才能登机。进京航班每日仅保留一班，每班客座率不超过75%。杭州市内各国铁车站前往省外的旅客需持48小时内核酸检测阴性报告方可进站。萧山汽车总站在售所有班次全部暂停发车。
1月31日16:30起，富阳区实行全域交通管制，人员、车辆只进不出；杭州地铁6号线富阳段（中村站至桂花西路站）暂停运行。2月1日，杭州市政府副秘书长毛根洪介绍，富阳区采取交通管制是为防止疫情风险外溢。此外，春节期间人员流动大，特别是富阳区本身人口基数也大，与外界接触、其他区县的联系也比较多，存在疫情扩散风险，需要防范。2月6日16时起，富阳区行政区域范围内高速公路、国省道、县乡村道的交通管制措施解除；2月7日6时起解除对轨道交通、水路运输的交通管制措施。
2月5日，在杭州对外发布的《进一步做好“助企开门红”有关工作的通知》中，明确自2月7日至2月20日期间，暂不实施小客车工作日高峰时段区域“错峰出行”交通管理措施及西湖景区双休日单双号限行措施。

#### 温州市
1月29日，因滨江区一初筛阳性感染者曾于平阳参加过婚宴的应急情况，平阳县划定平阳国际大酒店、兴鳌花苑为封控区，兴鳌中路以南、海关南路以东、黎城西路以北、车站大道以西合围区域及曙东路以南、车站大道以东、兴鳌中路以北、蓝田路以西合围区域为管控区，园林东路-昆鳌大道以南、柳下路以东、鳌中路以北、志澄路以西、兴鳌中路以北、鸽巢路以西为防范区。同日，平阳县组织超1300名医务人员前往鳌江镇开展核酸采样，包括流动人口在内，共完成143686人次核酸采样，并全部完成检测，结果全部为阴性。

### 中国内地其他城市
本轮疫情发生时正值春节返乡集中期，部分民众鉴于返乡后可能面临隔离等风险，因此仍在路途上的返乡民众在得知杭州新增确诊病例后，沿原路返回杭州。1月27日下午，杭州市政府副秘书长毛根洪介绍，提倡在杭人员留杭过年。